# Sumitrosis bondari
Sumitrosis bondari es una especie de insecto coleóptero de la familia Chrysomelidae.
Fue descrita científicamente en 1953 por Uhmann.